# Team Boyacá es Para Vivirla
El Boyacá es Para Vivirla es un equipo ciclista colombiano de categoría Amateur a partir de la temporada 2017. El equipo se inició en el 2007 como un proyecto para apoyar el ciclismo joven del departamento de Boyacá, durante el año 2007, 2009 y 2016 logró participar en diferentes carreras a nivel nacional e internacional gracias a la categoría Continental que tenía en esa época. En los otros años el equipo corrió bajo diferentes nombres dentro de la categoría amateur del pelotón colombiano.

## Historia
El equipo se inició en el año 2007 como un proyecto para apoyar el ciclismo joven del departamento de Boyacá, el director deportivo de esa época fue el español Vicente Belda quien a través de sus contactos en España logró llevar al equipo a Europa para competir en importantes carreras como la Vuelta Ciclista a León donde lograron la clasificación general, la Vuelta a la Comunidad de Madrid, entre otras carreras en España, Portugal e Italia.
En este equipo durante el año 2009 debutó el ciclista colombiano Nairo Quintana con tan solo 19 años, gracias a que el técnico español Vicente Belda, se había fijado en las buenas condiciones del colombiano y le ofreció un contrato antes de que terminara la educación secundaria.
Para el año 2016 el equipo regresa nuevamente a la categoría Continental, apoyado por el gobierno local y también por el ciclista Nairo Quintana quién ofreció su propio dinero para pagar los avales bancarios y formalizar la inscripción en la UCI, alcanzando así su deseo de promocionar el ciclismo en su departamento y las jóvenes promesas.
Nuevamente en el año 2017 el equipo regresa a categoría amateur, por lo que no correra en Europa y se enfocaran en las participaciones del calendario colombiano.

## Material ciclista
El equipo utiliza desde el año 2015 bicicletas de la marca Fuji y componentes Shimano Dura-Ace.

## Sede
El equipo tiene su sede en la villa olímpica en la Casa del Deporte de la ciudad de Tunja, Boyacá.

## Clasificaciones UCI

### UCI America Tour
| Temporada | Clasificación por equipos | Mejor corredor | Posición |
| 2007      | 20º                       | Freddy Montaña | 80.º     |
| 2009      | 13º                       | Freddy Montaña | 67.º     |
| 2016      | 23.º                      | Diego Ochoa    | 119.º    |

### UCI Europe Tour
| Temporada | Clasificación por equipos | Mejor corredor      | Posición |
| 2007      | 125.º                     | Iván Mauricio Casas | 967.º    |
| 2009      | 67.º                      | Freddy Montaña      | 193.º    |
| 2016      | 80.º                      | Heiner Parra        | 430º     |

## Palmarés
Para años anteriores, véase Palmarés de Team Boyacá es Para Vivirla

### Palmarés 2024

#### Circuitos Continentales UCI
| Fecha | Circuito | Carrera | Ganador |
|       |          |         |         |

#### Campeonatos nacionales
| Fecha | Evento | Carrera | Ganador |
|       |        |         |         |

## Plantilla
Para años anteriores, véase Plantillas de Team Boyacá es Para Vivirla

### Plantilla 2017
| Integrantes del equipo 2017 | Integrantes del equipo 2017 | Integrantes del equipo 2017            | Integrantes del equipo 2017 |
| Corredor                    | Fecha de nacimiento         | Equipo previo                          |                             |
| --------------------------- | --------------------------- | -------------------------------------- | --------------------------- |
| Adrián Bustamante           | 10 de junio de 1998         |                                        |                             |
| Carlos Andrés Parra         | 22 de julio de 1992         |                                        |                             |
| Cayetano Sarmiento          | 28 de marzo de 1987         | EPM-Tigo-Une-Área Metropolitana (2016) |                             |
| Cristian Camilo Cubides     | 11 de noviembre de 1996     |                                        |                             |
| Cristian Sierra             | 21 de febrero de 1994       |                                        |                             |
| Diego Mancipe Abril         | 21 de julio de 1993         |                                        |                             |
| Elkin Moreno                | 20 de marzo de 2025         |                                        |                             |
| Juan Felipe Romero          | 14 de diciembre de 1995     |                                        |                             |
| Franklin Buitrago           | 23 de abril de 1997         |                                        |                             |
| Heiner Parra                | 9 de octubre de 1991        | Caja Rural-Seguros RGA (2015)          |                             |
| Ivan Darío Bothia           | 27 de junio de 1990         |                                        |                             |
| Javier Gómez Pineda         | 16 de octubre de 1991       | Coldeportes-Claro (2015)               |                             |
| Jeffrey Romero              | 4 de octubre de 1989        | Colombia (2014)                        |                             |
| Jhoan Rincón                | 20 de marzo de 2025         |                                        |                             |
| Jhon Iguavita               | 20 de marzo de 2025         |                                        |                             |
| Juan Carlos Cruz Muñoz      | 17 de julio de 1994         |                                        |                             |
| Juan Diego Alba             | 11 de septiembre de 1997    |                                        |                             |
| Juan Fernández              | 20 de marzo de 2025         |                                        |                             |
| Marco Suesca                | 11 de agosto de 1994        | Manzana Postobón (2016)                |                             |
| Roller Diagama              | 13 de septiembre de 1994    |                                        |                             |
| Robinson López              | 17 de septiembre de 1996    |                                        |                             |
| Sebastián Guzmán            | 20 de marzo de 2025         |                                        |                             |
| Wilson Rodríguez Amezquita  | 22 de febrero de 1994       |                                        |                             |
| Yonathan Eugenio            | 7 de septiembre de 1998     |                                        |                             |
|                             |                             |                                        |                             |
| Fuente: UCI                 |                             |                                        |                             |

Nota: Adrián Bustamante
Nota: Ivan Darío Bothia missing qualifiers by rider